# 拉贾斯坦邦旅游业

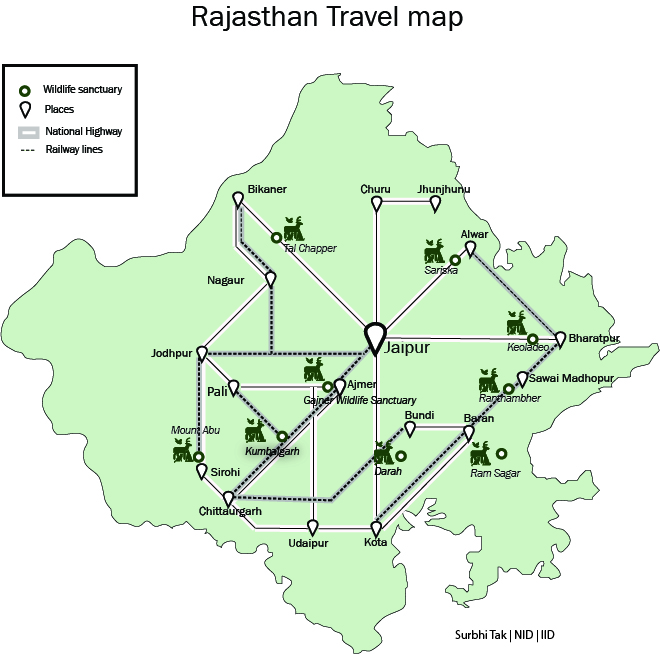
拉賈斯坦邦旅遊地圖

拉贾斯坦邦旅游景点众多，是印度国内和国外游客主要的旅游目的地之一。该邦吸引游客的主要是古老的城堡、宫殿、艺术和文化。每三名前往印度的外国游客就有一名会来到拉贾斯坦邦，因为它是印度的旅游金三角的一部分。
得益于自然美景和伟大的历史，拉贾斯坦邦拥有繁荣的旅游业。斋浦尔的宫殿、乌代布尔的湖泊以及焦特布尔、比卡內尔和贾沙梅尔的城堡都是许多印度和外国游客的首选目的地。旅游业占拉贾斯坦邦GDP的8%。 

## 宫殿
拉贾斯坦邦自称是与宫殿相关的最佳旅游目的地，以下是拉贾斯坦邦的部分宫殿。
- 乌迈德宫: 这是拉贾斯坦邦最大的皇宫，被认为是世界上最大的私人住所之一。
- 湖之宫殿:
- 风之宫：这里有950多扇窗户
- 伦巴宫殿
- 戴维阁皇宫

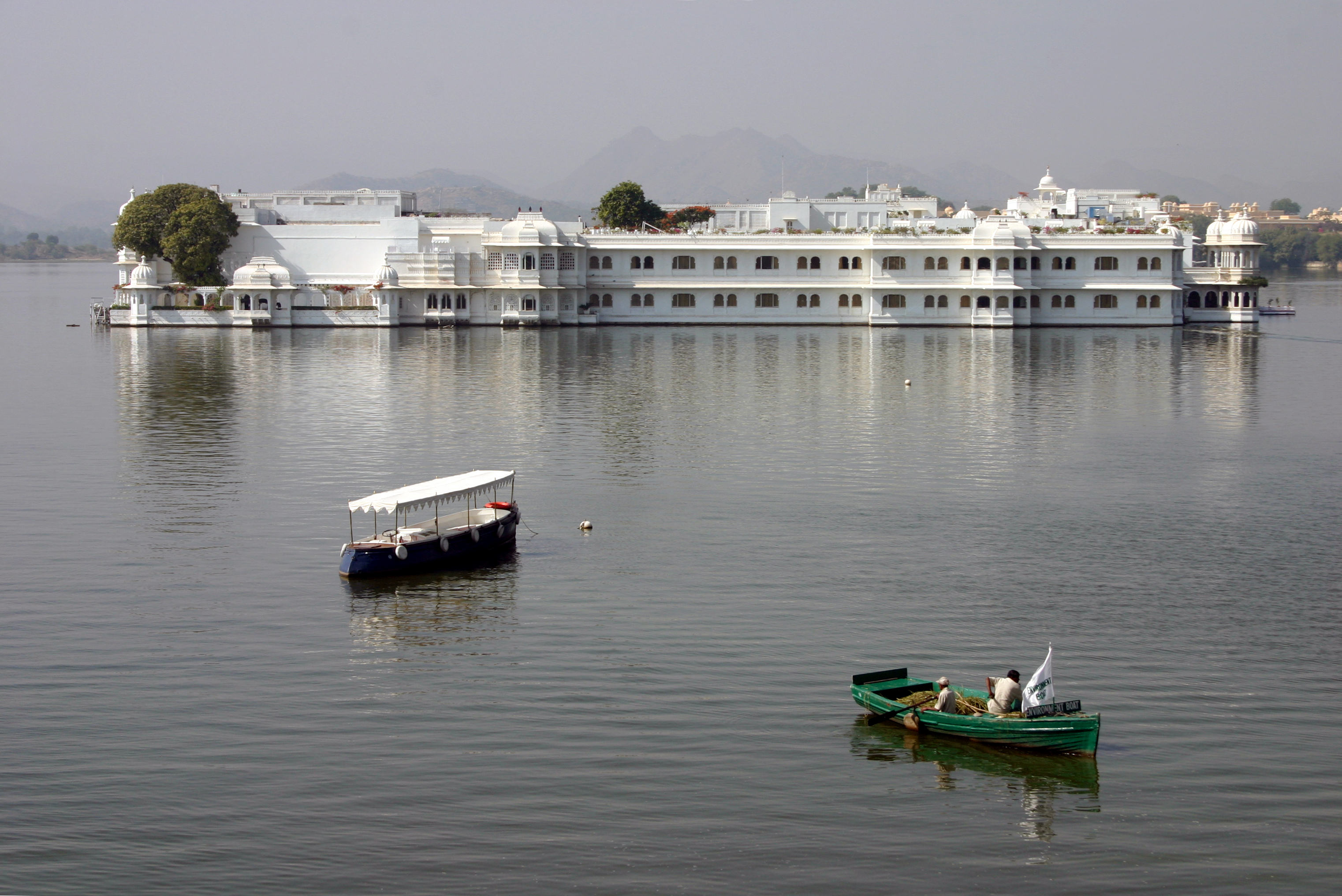
乌代布尔湖之宫殿
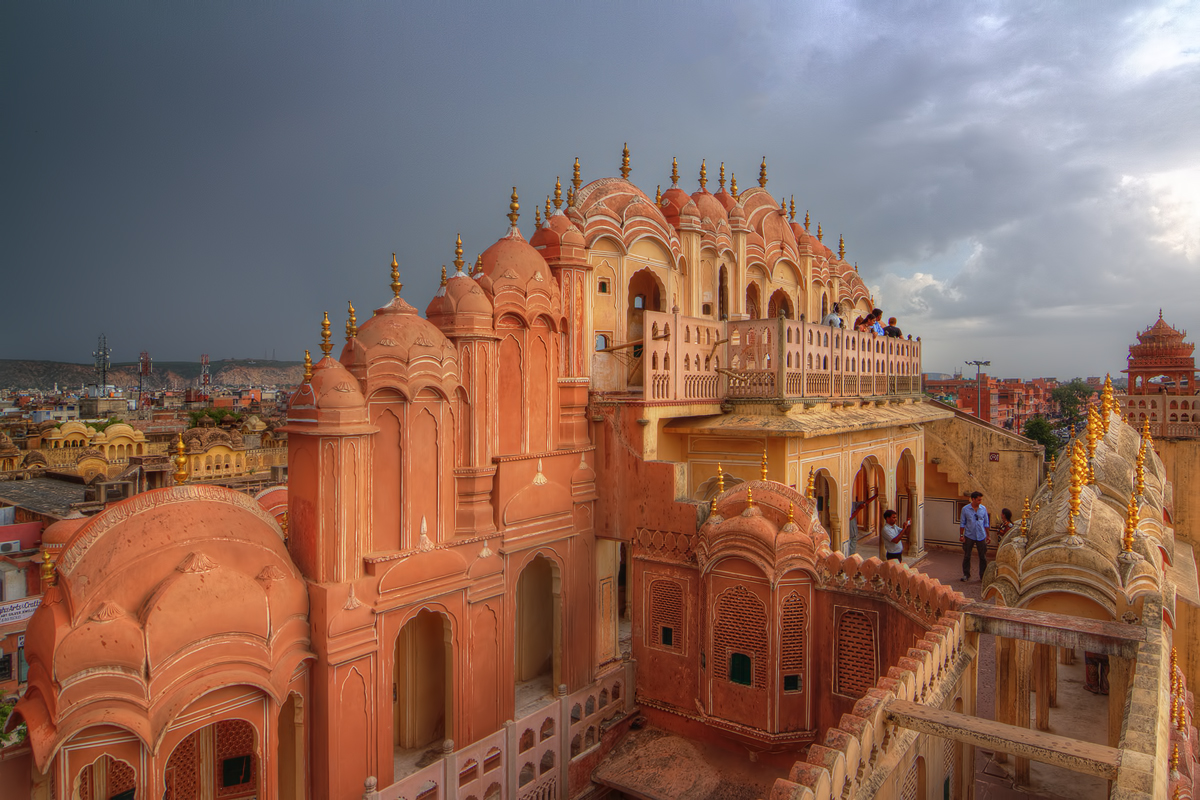
斋浦尔风之宫
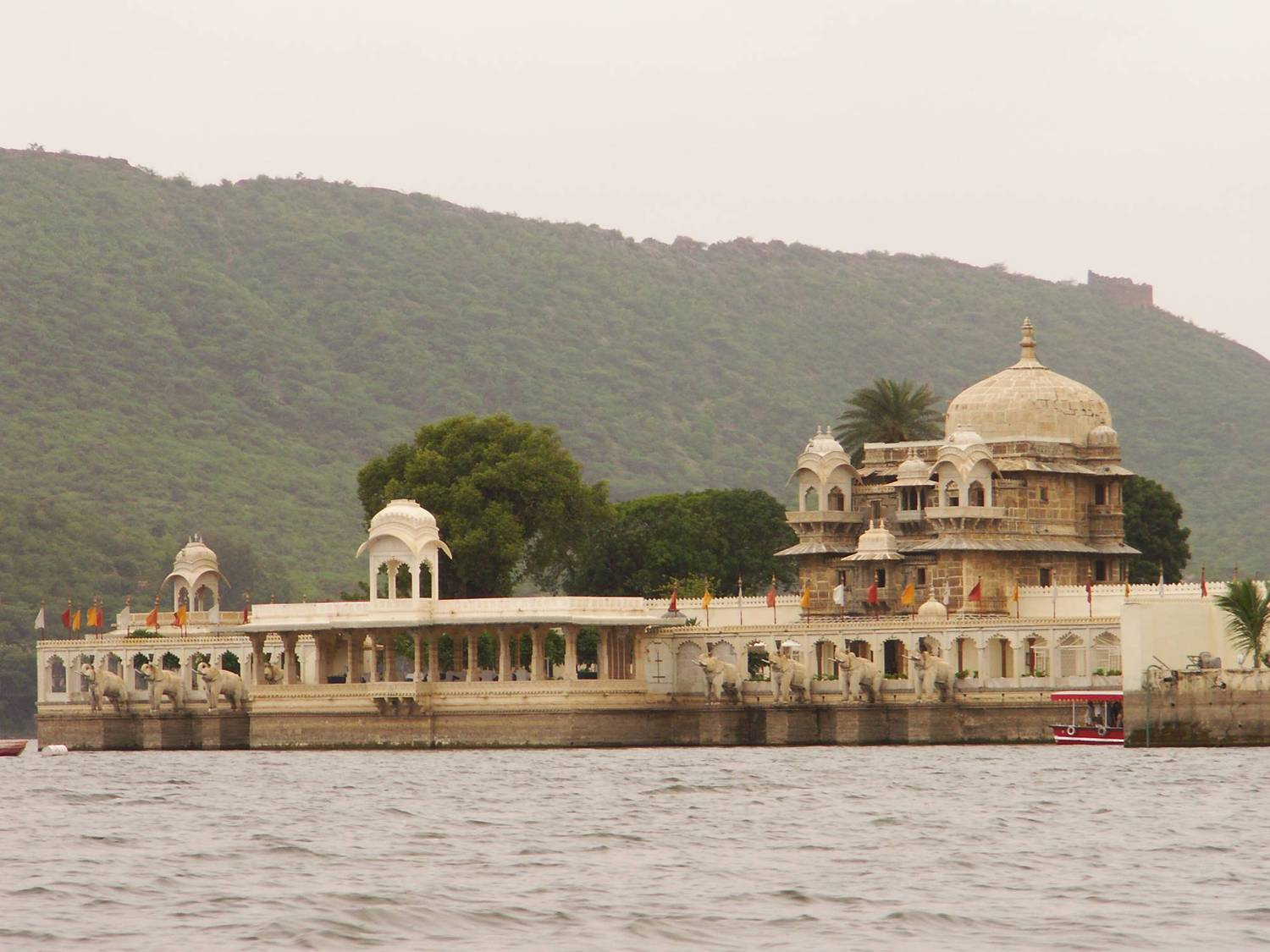
乌代布尔岛之宫殿
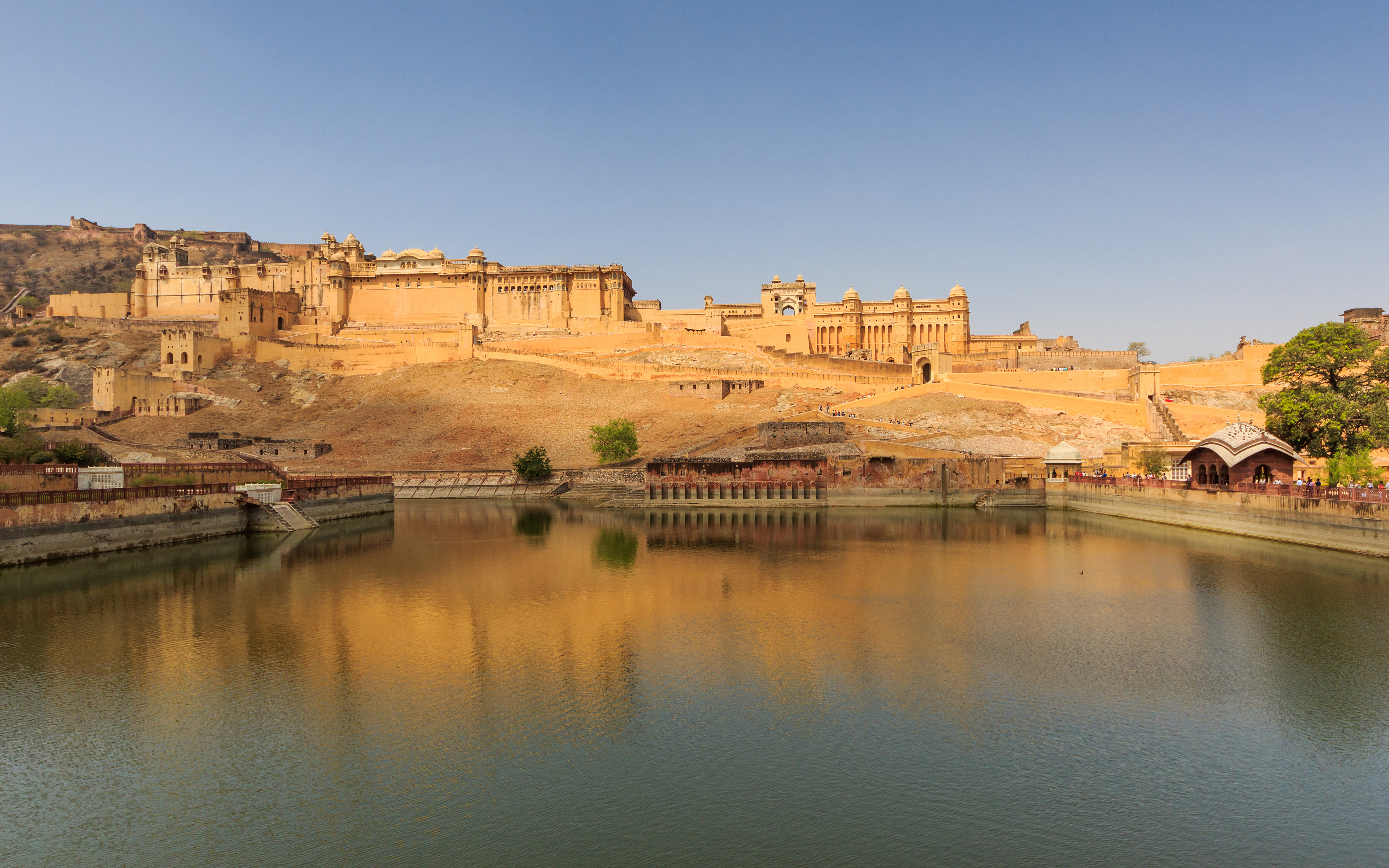
斋浦尔琥珀堡
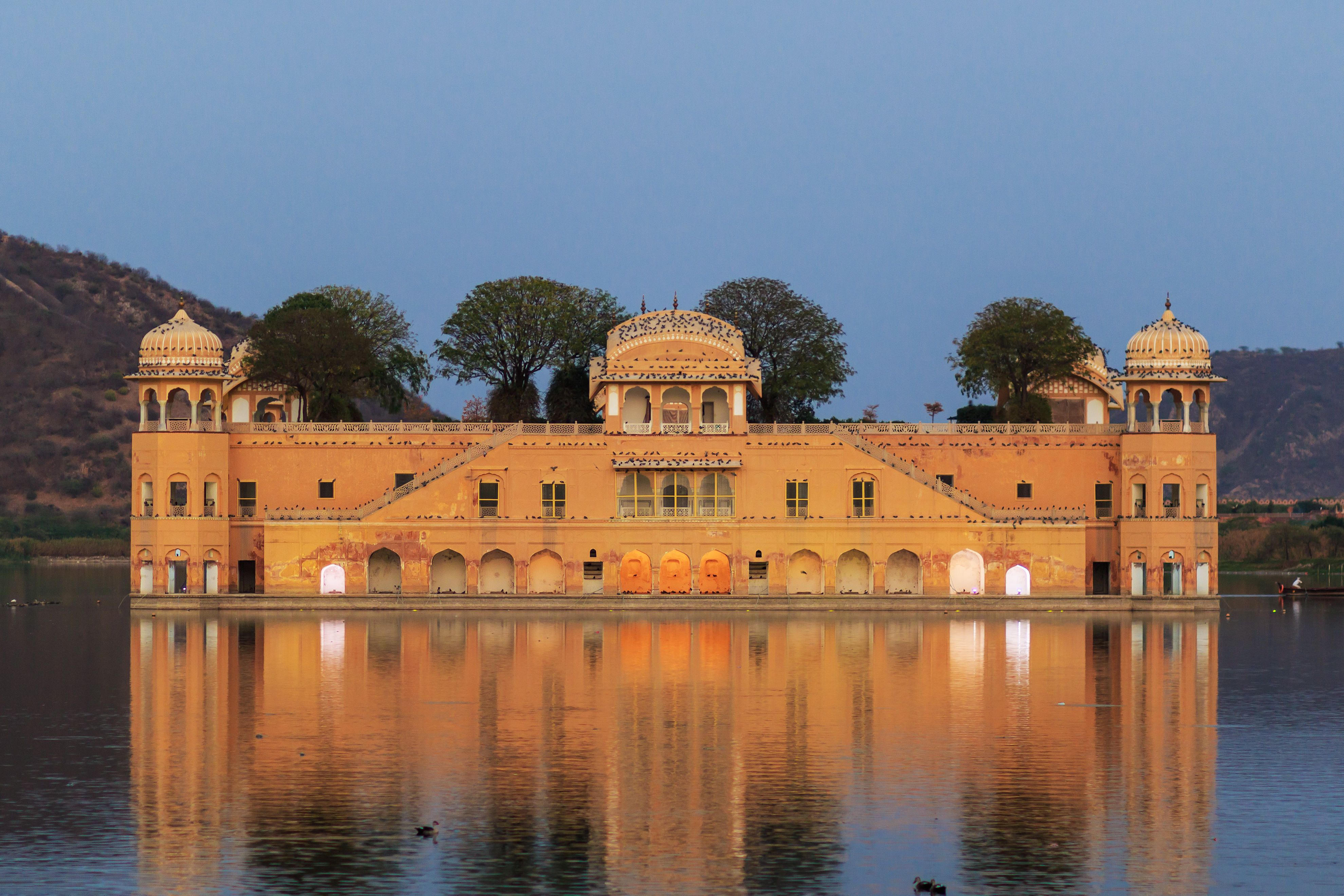
斋浦尔水之宫殿

## 热门景点
- 阿杰梅尔 -
- 巴尔梅尔 -
- 比卡內尔 -
- 奇陶尔加尔
- 本迪

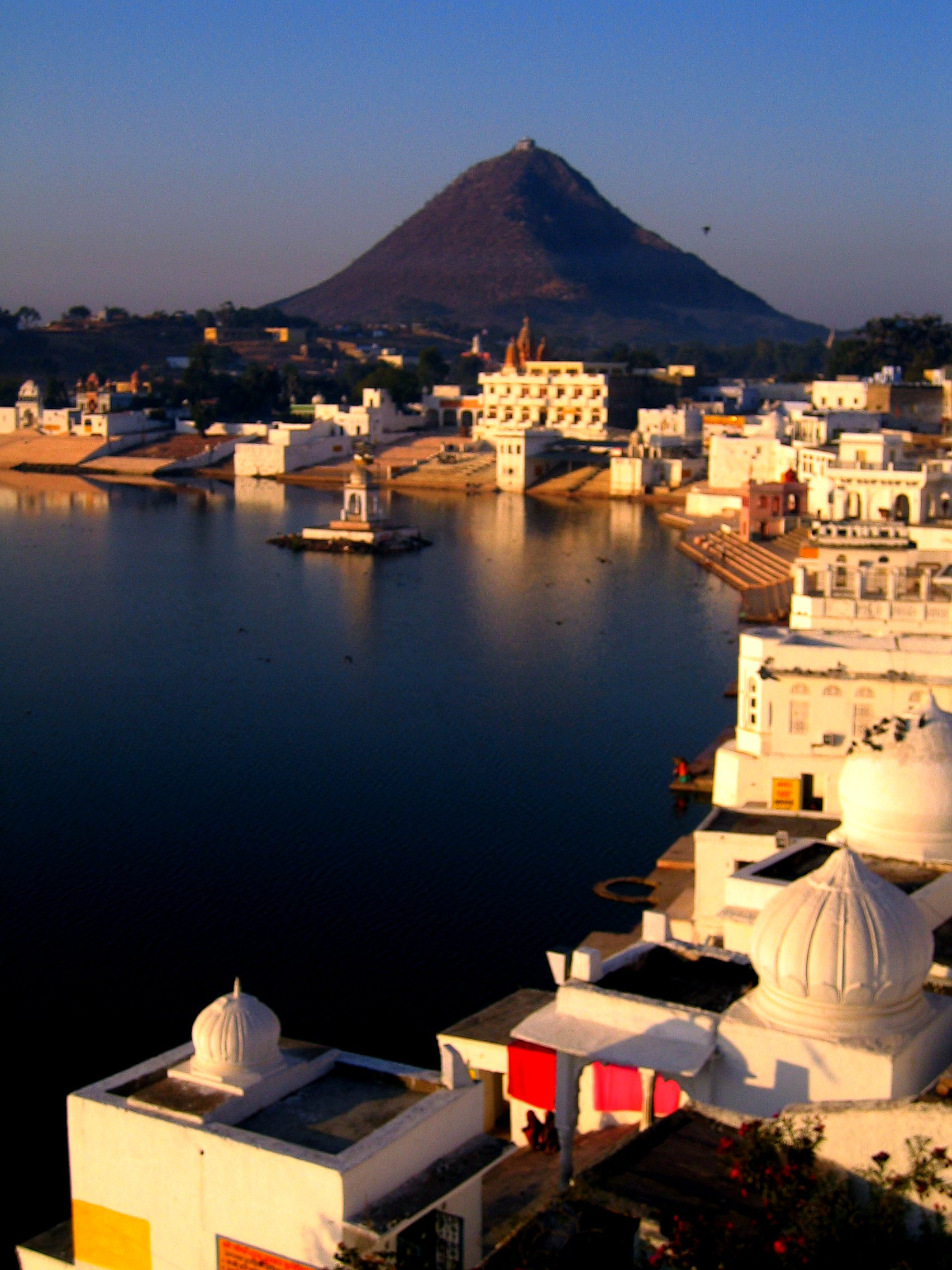
普斯赫卡尔湖

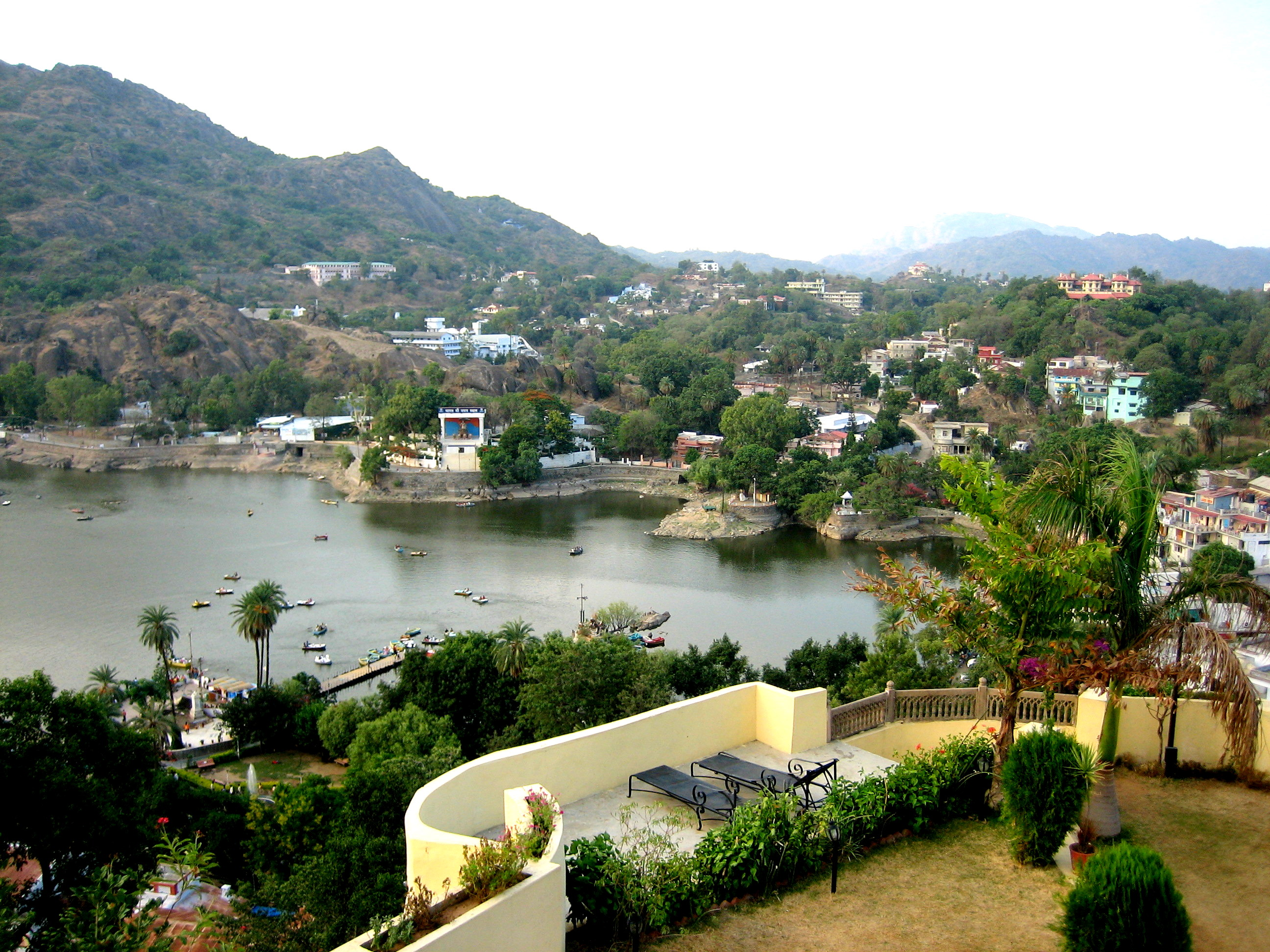
阿布山

- 斋浦尔- 拉贾斯坦邦的首府，被称为粉红城市，以宫殿和庙宇著称
- 贾沙梅尔 - 以金色城堡、最古老的耆那教庙宇和图书馆著称。
- Jhalawar district
- 焦特布尔 -  位于塔尔沙漠的边缘，以蓝色住宅和建筑著称。
- 莫乌恩特阿布（阿布山）
- 纳特德瓦拉 -
- Neemrana - 位于金三角的心脏，距离德里、阿格拉和斋浦尔几乎相等

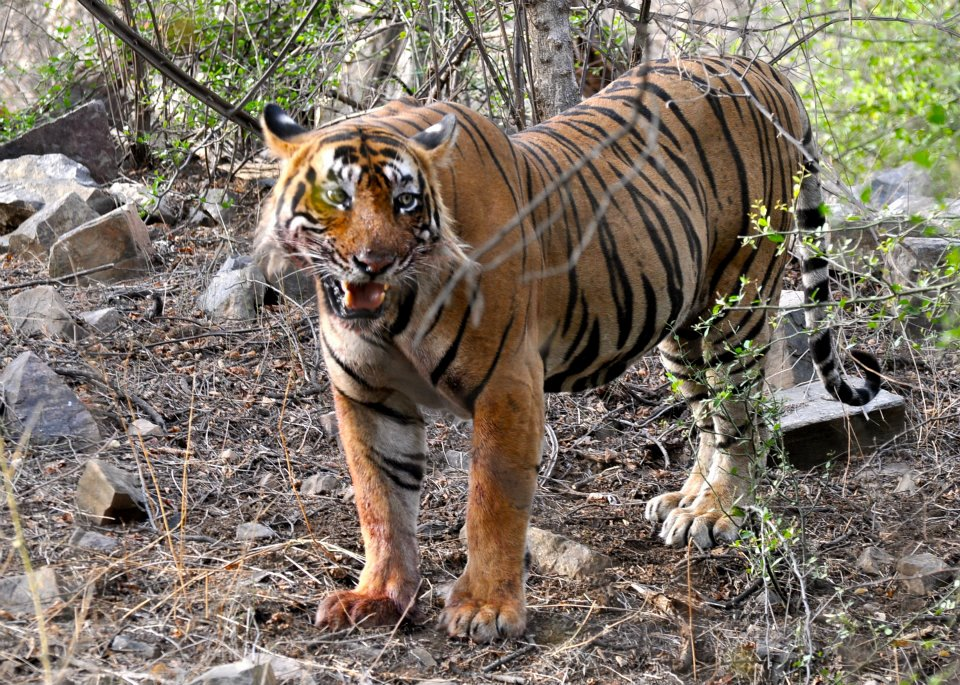
T24- Ranthambore国家公园最大的老虎

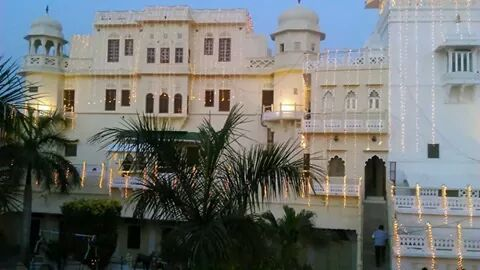
Palace of Bilara View

- 普斯赫卡尔
- Ranakpur
- Ranthambore

- 萨里斯卡野生动物禁猎区
- Shekhawati
- 乌代布尔 - 称为“印度的威尼斯”